# Le Baptême du Christ (Poussin)
Pour les articles homonymes, voir Le Baptême du Christ.
Le Baptême du Christ (version de New-York), ou Saint Jean baptisant le Christ, est une peinture à l'huile sur toile de Nicolas Poussin réalisée en 1648.

## Historique de l'œuvre
La peinture est une commande de Jean Fréart de Chambray (1604-1674, frère aîné de Roland) passée en 1645. De Chambray insiste sur le fomat réduit de la peinture. Poussin démarre le tableau en mars 1648 après avoir complété Les Sept Sacrements. Le tableau est livré à de Chambay en septembre 1648,. Poussin écrit au sujet de ce tableau sur bois « Je ne vous l'ai dédié qu'à la mode de Michel de Montaigne, non pour bon, mais tel que j'ai  pu le faire ».
En 1642, Poussin aurait déjà livré un « petit baptême » à son mécène Cassiano dal Pozzo.
Ancienne collection des princes de Lichtenstein, le tableau est mis en vente par Sotheby's Londres en 2019. Il est alors estimé entre 1,74 à 2,32 millions d’euros,.

## Description
La peinture représente le Chist nu, fragile et pénitent dans le Jourdain. Dieu intervient au moment où Jean le Baptiste s'apprête à le baptiser.
Traditionnellement, l'intervention divine lors du baptême est symbolisée par une colombe blanche, les ailes ouvertes, et alignée au-dessus du Christ. Poussin choisit ici d'humaniser l'image de Dieu, tout en gardant la référence du blanc, des bras (ailes) ouverts, de la descendance du ciel vers la terre (nuées en-dessous d’une figure pour signifier un mouvement descendant), et l'alignement au Christ.
Nicolas Poussin a peint plusieurs tableaux intitulés Le Baptême du Christ : une version peinte vers 1642 (National Gallery of Art, Washington), une version peinte vers 1647 (Galerie nationale d'Écosse, Édimbourg), la version de 1648 commandée par Fréart, et une version peinte vers 1655 (Philadelphia Museum of Art). Chacun de ces tableaux abordent la représentation de la nudité christique. Le tableau de 1642 suggère une pudeur falsifiée de la nudité comtemplable à travers le reflet de l'eau.